# Тектитекский язык
Тектитек (также: тектитеко, теко) — один из индейских языков Гватемалы, относится к киче-мамской надветви майяской языковой семьи. Распространён в гватемальском департаменте Уэуэтенанго (муниципалитеты Тектитан и Куилко), а также в прилегающих районах мексиканского штата Чьяпас. Очень близкородственен мамскому языку. По данным справочника Ethnologue, имеется около 5 900 носителей: 4 900 в Гватемале и около 1 000 человек по другую сторону границы, в Мексике.
Имеет довольно стабильное положение, среди носителей распространён также испанский язык.